# Paluvai
Paluvai é uma vila no distrito de Thrissur, no estado indiano de Kerala.

## Demografia
Segundo o censo de 2001, Paluvai tinha uma população de 7206 habitantes. Os indivíduos do sexo masculino constituem 45% da população e os do sexo feminino 55%. Paluvai tem uma taxa de literacia de 84%, superior à média nacional de 59,5%: a literacia no sexo masculino é de 85% e no sexo feminino é de 83%. Em Paluvai, 11% da população está abaixo dos 6 anos de idade.